# Soldier (album)
Soldier je studiové album protopunkového zpěváka Iggy Popa z roku 1980. Jedná se o první album, na kterém s ním spolupracuje český kytarista a klávesista Ivan Král a dřívější člen Sex Pistols Glen Matlock.

## Seznam skladeb
Všechny skladby napsali Iggy Pop, pokud není uvedeno jinak.
1. "Loco Mosquito" – 3:13
2. "Ambition" (Glen Matlock) – 3:25
3. "Knocking 'Em Down (In The City)" – 3:20
4. "Play It Safe" (David Bowie, Pop) – 3:05
5. "Get Up And Get Out" – 2:43
6. "Mr. Dynamite" (Pop, Matlock) – 4:17
7. "Dog Food" – 1:47
8. "I Need More" (Pop, Matlock) – 4:02
9. "Take Care Of Me" (Pop, Matlock) – 3:25
10. "I'm A Conservative" – 3:55
11. "I Snub You" (Pop, Barry Andrews) – 3:07

## Sestava
- Iggy Pop – zpěv
- Ivan Král – kytara, klávesy
- Glen Matlock – baskytara, doprovodný zpěv
- Klaus Kruger – bicí
- Steve New – kytara
- Barry Andrews – klávesy
- Simple Minds – doprovodný zpěv v "Play It Safe"
- David Bowie – doprovodný zpěv v "Play It Safe"
- Henry McGroggan – doprovodný zpěv v "Loco Mosquito"